# Federico Pintos
Federico Pintos, vollständiger Name César Federico Pintos Álvarez, (* 17. November 1992 in Montevideo) ist ein uruguayischer Fußballspieler.

## Karriere

### Verein
Der 1,80 Meter große, Chimpa genannte Mittelfeldakteur Pintos stand seit der Apertura 2011 im Erstligakader Defensors und debütierte dort unter Trainer Pablo Repetto. Für die Montevideaner bestritt er bis in die Apertura 2012 28 Partien in der Primera División und erzielte vier Tore (nach anderen Quellen absolvierte er 29 Spiele und erzielte fünf Tore). Auch in fünf Begegnungen der Copa Libertadores lief er auf. Am 30. Oktober 2012 wurde er aufgrund eines Vorfalls im Training von Trainer Tabaré Silva, unter dem er zuvor bereits seltener berücksichtigt wurde, aus der Mannschaft geworfen und in die Reserve in der Tercera División verbannt. Etwa eine Woche später ersuchte er die AUF um Auflösung seines Vertrages mit Defensor. Drei Monate zuvor hatte er sich bereits von seinem Berater Daniel Fonseca getrennt. Mitte 2013 existierten zwar Berichte über einen Wechsel Pintos nach Argentinien zu Godoy Cruz und er trainierte dort auch mit. Bereits am 14. Juli 2013 wurde jedoch vermeldet, dass er in den Plänen des dortigen Trainers Martin Palermo keine Rolle spiele. Ende September 2013 trainierte er wieder mit der in der Tercera División spielenden Mannschaft Defensors, wo er weiterhin noch beim Erstligisten aus Montevideo bis Mitte 2014 unter Vertrag stand. Wenige Tage zuvor, ebenfalls im September 2013, hatte es einen Schiedsspruch der AUF gegeben, bei dem festgestellt wurde, dass Pintos nicht vertragsfrei sei. Im Juli 2014 wurde sein Wechsel zum von Ricardo Zielinski trainierten argentinischen Verein Club Atlético Belgrano nach vorhergegangenem Probetraining vermeldet. Zu einem Erstligaeinsatz kam er dort nicht. Ende Dezember 2015 wechselte er zum von Juan Ramón Carrasco trainierten uruguayischen Erstligisten River Plate Montevideo. In der Clausura 2016 bestritt er fünf Erstligaspiele und zwei Partien in der Copa Libertadores 2016. Nach neun weiteren Erstligaeinsätzen in der Saison 2016 und ohne persönlichen Torerfolg während seiner Zeit bei River Plate Montevideo schloss er sich im Januar 2017 der Mannschaft des Ligakonkurrenten Boston River an.

### Nationalmannschaft
2012 gehörte er der Olympiamannschaft Uruguays bei den Olympischen Sommerspielen in London an. Dort war er allerdings nur als einer von vier Ersatzathleten vorgesehen.